# Gianpaolo Mondini
Gianpaolo Mondini (Fusignano, 15 luglio 1972) è un ex ciclista su strada italiano.
Professionista dal 1996 al 2003, vinse una tappa al Tour de France 1999 e i Campionati italiani a cronometro nel 2003. Nel Giro d'Italia 2002 furono trovate sostanze dopanti nella sua camera d'albergo, per questo fu sospeso per nove mesi dalla Federazione Ciclistica Italiana.

## Carriera
Fra i suoi successi figurano tappe nel Tour de Pologne e la classifica generale del Tour of Sweden (unico italiano ad avere vinto questa gara a tappe), tuttavia i risultati più importanti li ottenne al Tour de France 1999, in quello che sarà l'unico Tour corso nella sua carriera, nel quale riuscì a trovare una buona condizione e si piazzò in cinque tappe nei primi dieci, vincendo la diciottesima frazione con un attacco a cinque chilometri dal traguardo dopo una lunga fuga con altri tredici atleti.
Dotato di buone caratteristiche di passista, nel 2003 fece suo il campionato italiano a cronometro, successo che sarà anche il suo ultimo. In quella stagione fu nono nella Firenze-Pistoia, storica corsa a cronometro, e prese parte alla sua prima e unica Vuelta a España senza piazzamenti.
Al Giro d'Italia ottenne qualche piazzamento di tappa: fu quarto nella ottava tappa nel 1997 e nono nella sedicesima tappa nel 2000.
Fra gli altri piazzamenti colti in carriera, fu secondo nella classifica generale Hofbrau Cup nel 1996, decimo posto nel Giro dell'Emilia l'anno successivo, vinse il Gran Premio di Carnago, terminò terzo nel Giro d'Oro e settimo nel Giro d'Abruzzo nel 1998 e fu ottavo nel 2000 alla E3 Prijs Harelbeke.
Ottenne anche qualche buon piazzamento in frazioni di brevi corse a tappe spagnole, come la Volta Ciclista a Catalunya nel 2000, nella Vuelta a Aragón dello stesso anno e nella Vuelta a Burgos del 2001, e anche un terzo posto nella nona tappa del Tour de Suisse.

## Palmarès
- 1995 (dilettanti)

Trofeo Mauro Pizzoli
- 1996 (Amore & Vita, una vittoria)

7ª tappa Giro di Polonia (Opole > Częstochowa)
- 1997 (Amore & Vita, tre vittorie)

1ª tappa Giro di Svezia
Classifica generale Giro di Svezia
5ª tappa Circuit de Lorraine
- 1998 (Kross, una vittoria)

Gran Premio Industria Commercio Artigianato Carnaghese
- 1999 (Cantina Tollo, tre vittorie)

18ª tappa Tour de France (Jonzac > Futuroscope)
1ª tappa Giro di Polonia (Elbląg > Elbląg)
5ª tappa Giro del Giappone
- 2000 (Cantina Tollo, una vittoria)

Omloop Wase Scheldeboorden - Bazel-Kruibeke
- 2003 (Domina Vacanza, una vittoria)

Campionati italiani, Prova a cronometro

## Piazzamenti

### Grandi Giri
- Giro d'Italia

1997: 67º
2000: 109º
2001: 74º
2003: ritirato
- Tour de France

1999: 81º
- Vuelta a España

2003: 131º

### Classiche monumento
- Milano-Sanremo

1999: 154º
2001: 159º
- Giro delle Fiandre

1999: 38º